# Maserà di Padova
Maserà di Padova ist eine nordostitalienische Gemeinde (comune) mit 9242 Einwohnern (Stand 31. Dezember 2023) in der Provinz Padua in Venetien. Die Gemeinde liegt etwa 9,5 Kilometer südlich vom Stadtkern Paduas.

## Persönlichkeiten
- Giorgio Perlasca (1910–1992), Faschist, Retter von zahlreichen Juden aus Ungarn, begraben in Maserà di Padova

## Verkehr
Maserà di Padova liegt an der Autostrada A13 von Padua Richtung Bologna. Ein Anschluss besteht allerdings nicht.